# Incrociato

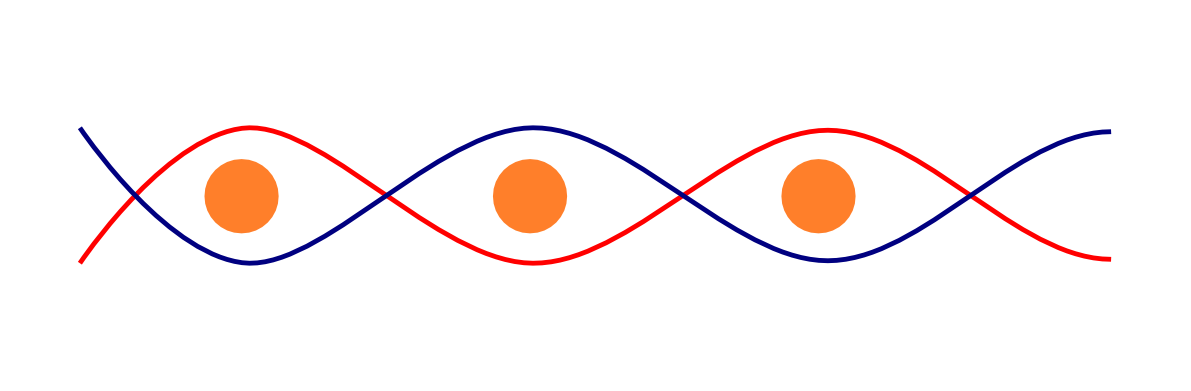
Un esempio di incrociato

L'incrociato è una figura dello Style Slalom che si esegue con i pattini in linea. Rappresenta uno dei movimenti base e può essere eseguito sia in avanti che indietro.
Si affronta il cono con i pedi incrocati, facendo passare il cono sotto l'incrocio. Si prosegue passando il cono successivo a gambe aperte e si ripete
Per eseguire la figura si incrociano entrambi i piedi davanti al primo cono, facendo passare prima l'uno e poi l'altro a seconda della preferenza. Passato il primo ostacolo i piedi si aprono nuovamente, superando in questo modo il secondo cono, quindi si ripete.